# JYP Entertainment
JYP Entertainment (tiếng Hàn Quốc: J.Y.P 엔터테인먼트) là một công ty giải trí Hàn Quốc được thành lập vào năm 1997 bởi J. Y. Park. JYP hoạt động như một hãng thu âm, công ty tài năng, công ty sản xuất âm nhạc, công ty quản lý sự kiện, công ty tổ chức buổi hòa nhạc và nhà xuất bản âm nhạc. Công ty điều hành nhiều công ty con và bộ phận khác nhau trên toàn thế giới.
Các nghệ sĩ hiện tại bao gồm 2PM, Day6, TWICE, Boy Story, Stray Kids, ITZY, NiziU, Xdinary Heroes, NMIXX và VCHA, và các cựu nghệ sĩ bao gồm Rain, g.o.d, Wonder Girls, 2AM, Miss A, 15&, JJ Project, Got7, Jus2 và Baek A-yeon.

## Lịch sử

### 1997–1999: Quá trình hình thành và các nghệ sĩ K-pop thế hệ đầu tiên

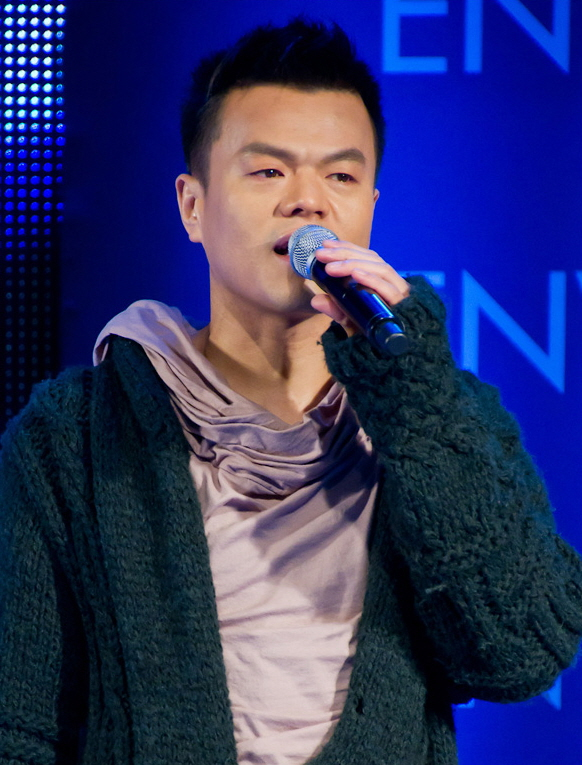
J.Y. Park, người sáng lập JYP Entertainment.

JYP Entertainment được thành lập vào năm 1997 bởi ca sĩ kiêm nhạc sĩ người Hàn Quốc, J.Y. Park với tên gọi Tae-Hong Planning Corporation, sau này đổi tên thành JYP Entertainment vào năm 2001. Năm 1997, công ty đã ký kết nghệ sĩ đầu tiên và Pearl đã ra mắt như nghệ sĩ solo.
Năm 1999, SidusHQ đã giới thiệu ca sĩ kiêm nhạc sĩ kiêm nhà sáng lập JYP Entertainment, J.Y. Park là nhà sản xuất và cố vấn của họ.

### 2000–2009: Thành công ban đầu và các nghệ sĩ K-pop thế hệ thứ hai
Vào tháng 12 năm 2000, JYP Entertainment đã ký hợp đồng với Rain như một thực tập sinh, người đã ra mắt hai năm sau đó.
Anh trở thành nghệ sĩ solo đầu tiên của Hàn Quốc thành công ở thị trường quốc tế. Rain sau đó đã mở một công ty giải trí có tên là J. Tune Entertainment.
Vào ngày 27 tháng 12 năm 2002, nhóm nhạc 4 thành viên, Noel đã ra mắt như nhóm nhạc nam đầu tiên của công ty, nhưng họ đã thất bại trong việc thu hút sự nổi tiếng. JYP Entertainment sau đó tập trung vào bộ đôi song ca, One Two vào năm 2003 và năm 2004, sau khi hợp đồng nhóm của nhóm nhạc g.o.d với SidusHQ kết thúc, họ đã ký hợp đồng với JYP Entertainment.

g.o.d đã giành được 4 giải thưởng lớn cho các nghệ sĩ nhóm nhạc K-pop xuất sắc nhất.

Các nghệ sĩ đáng chú ý khác đã ra mắt trong thời kỳ này bao gồm Noel, Park Ji-yoon, Byul, Lim Jeong-hee, One Two, Ryanga Rhanga, và IVY.

#### Thành công chính của các nghệ sĩ thế hệ thứ hai

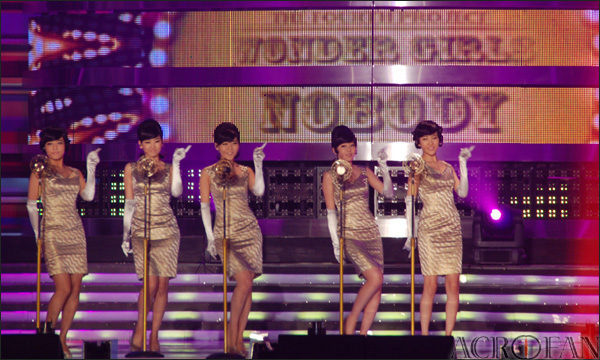
Wonder Girls vào năm 2008.

Vào tháng 5 năm 2006, JYP Entertainment đã thành lập nhóm nhạc nữ đầu tiên, Wonder Girls, nhóm đã trở thành nhóm nhạc K-pop đầu tiên có mặt trên bảng xếp hạng Billboard Hot 100 vào năm 2009 khi bài hát "Nobody" của họ được xếp hạng ở vị trí số 76. Thành công của họ dẫn đến một thỏa thuận hợp đồng với Jonas Group, nơi cho phép Wonder Girls mở màn chuyến lưu diễn vòng quanh thế giới của Jonas Brothers tại một số thành phố được chọn.
Năm 2008, loạt phim thực tế cạnh tranh Hot Blood Men đã được tạo ra, đưa hai đội thực tập sinh nam đấu với nhau để có cơ hội ra mắt. Nhóm chiến thắng, One Day, sau đó được chia thành hai nhóm nhạc nam, 2PM và 2AM, cả hai đã ra mắt cùng năm. 2AM đã được ký hợp đồng quản lý chung với Big Hit Entertainment. Cuối tháng 10, JYP Entertainment đã mở JYP Beijing Center như một chi nhánh ở Trung Quốc của họ. Cùng năm, CAA (Creative Artists Agency) đã điểm tên JYP Entertainment trong trong danh sách của họ.

### 2010–2019: Thành công hơn và các nghệ sĩ K-pop thế hệ thứ ba
Mở rộng nỗ lực của mình vào năm 2010, JYP Entertainment đã mua lại J. Tune Entertainment. KMP Holdings cũng được thành lập thông qua liên doanh giữa JYP Entertainment và một số hãng thu âm lớn khác. Công ty con AQ Entertainment sau đó được thành lập và ra mắt nhóm nhạc nữ Hàn Quốc và Trung Quốc, Miss A.

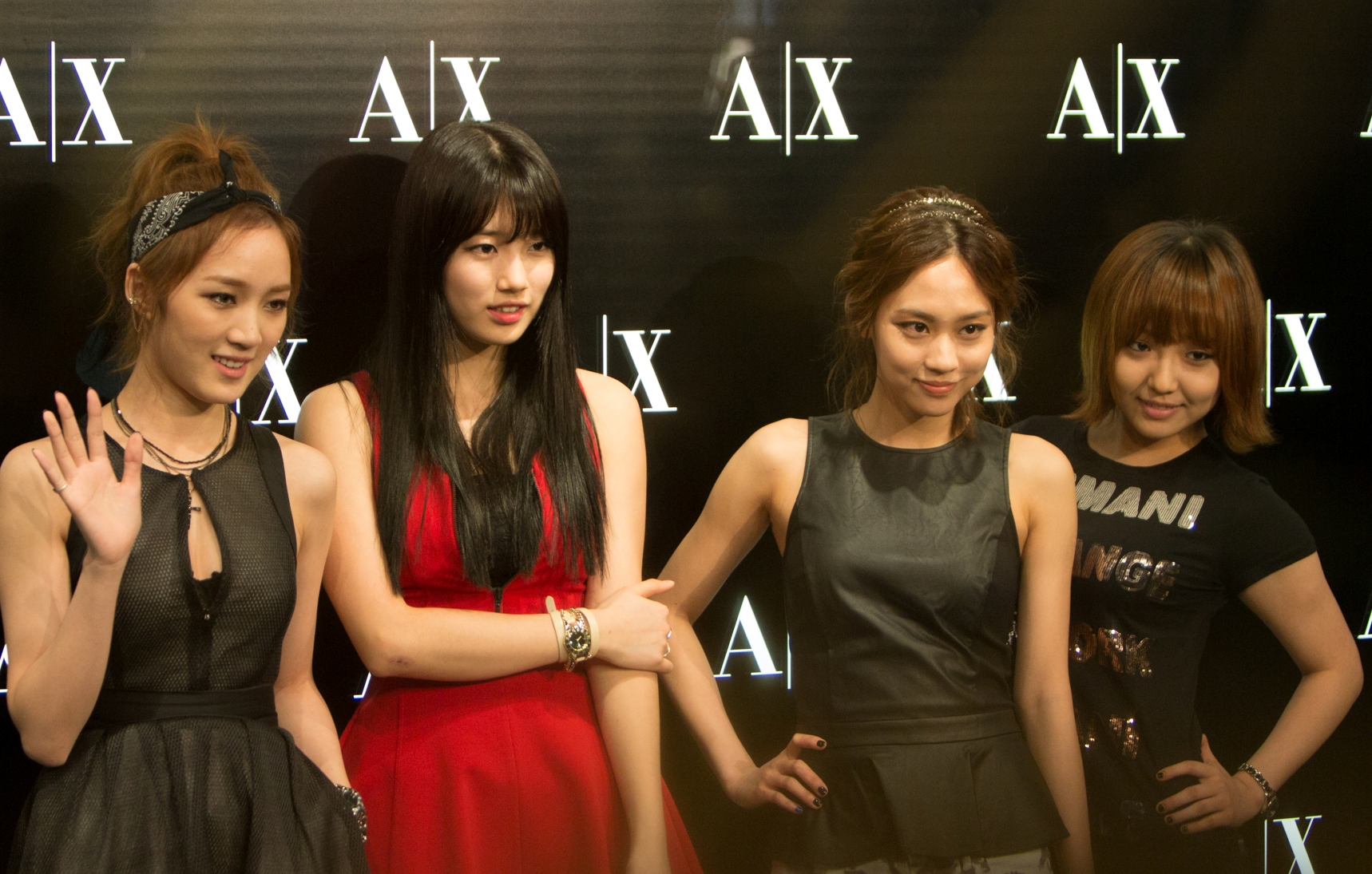
Miss A vào năm 2013.

#### Biến động thương mại
Vào tháng 11 năm 2011, công ty con JYP Creative có trụ sở tại Hoa Kỳ được thành lập và báo cáo rằng J.Y. Park đã đầu tư xấp xỉ 1,2 triệu USD vào chi nhánh này. Tuy nhiên, sau một năm hoạt động, công ty đã chứng kiến khoản lỗ ròng khoảng 1,5 triệu USD vào cuối năm 2012, buộc CEO phải thanh lý chi nhánh này và đóng cửa tất cả các hoạt động ở Hoa Kỳ, bao gồm chi nhánh ở New York. Cùng năm, Park Ji-min, người chiến thắng của chương trình truyền hình, K-pop Star, và Baek Yerin, một nữ thực tập sinh và thí sinh trong chương trình Star King, đã ra mắt cùng nhau với tư cách là bộ đôi song ca, 15&.
Vào năm 2012, JYP Pictures đã ký hợp đồng với Tập đoàn biểu diễn nghệ thuật Trung Đông để hợp tác sản xuất bộ phim Hold Your Hand, có sự tham gia của các diễn viên thuộc JYP Entertainment. Công ty con AQ Entertainment đã bị giải tán vào tháng 12, sau đó, nhóm nhạc nữ Miss A đã được chuyển sang công ty mẹ là JYP Entertainment.
Vào tháng 12 năm 2013, JYP Entertainment đã thông báo rằng J. Tune Entertainment đã chính thức được sáp nhập với JYP Entertainment.

#### Sự nổi bật và mở rộng kinh doanh của các nghệ sĩ thế hệ thứ ba

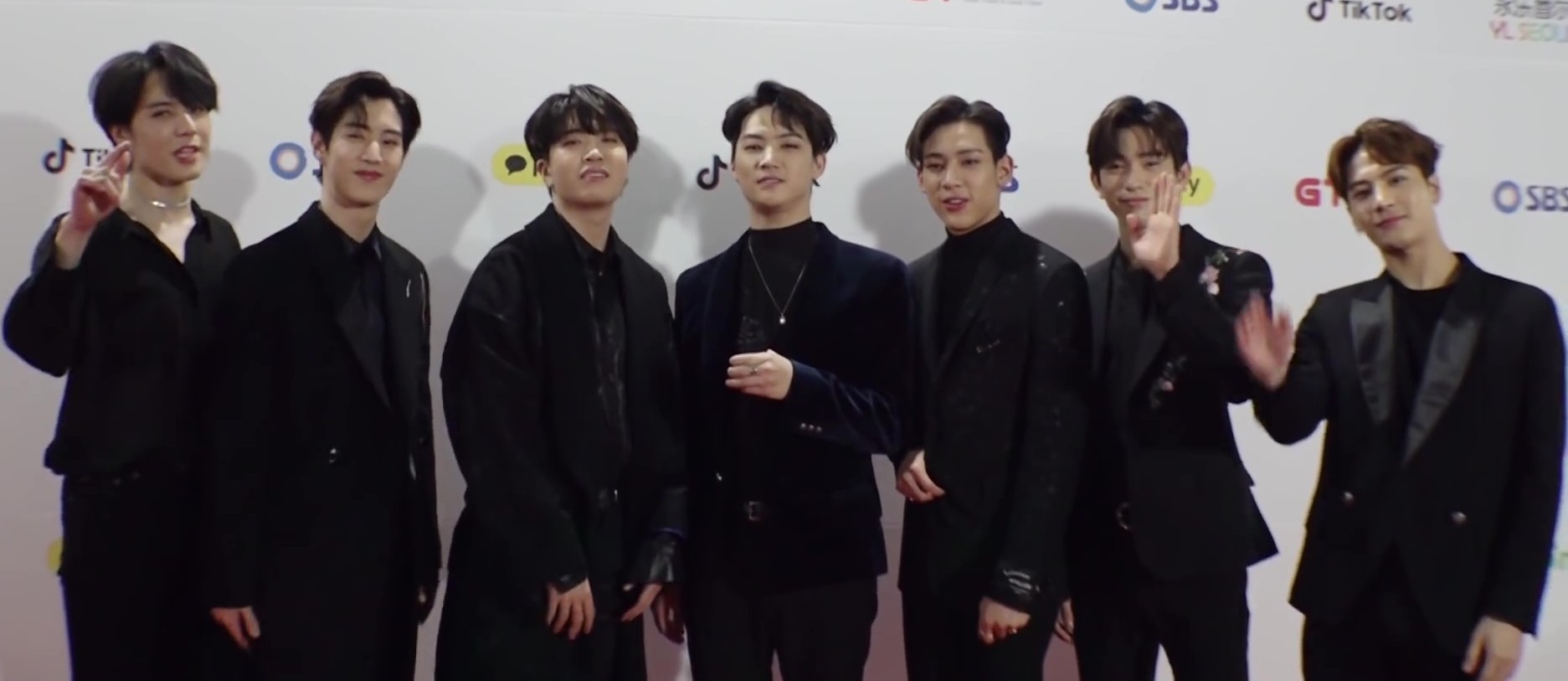
GOT7 vào năm 2019.

Vào tháng 1 năm 2014, 7 công ty giải trí đứng sau KMP Holdings đã thành lập một hợp danh trái phiếu tập thể và mua 13,48% cổ phiếu của KT Music, khiến KT Music chỉ sở hữu 49,99%. Cùng tháng đó, Got7, nhóm nhạc nam đầu tiên của công ty sau khi ra mắt 2PM và 2AM vào năm 2008, đã ra mắt.
Hợp đồng chung của Big Hit Entertainment với JYP Entertainment đã hết hạn vào 2 tháng 4, sau đó 3 thành viên 2AM đã trở lại JYP Entertainment, trong khi thành viên Lee Chang-min ở lại với Big Hit Entertainment để tiếp tục sự nghiệp solo và là thành viên của bộ đôi song ca, Homme. Cuối tháng 8, JYP Pictures và Dongyang World Culture Communication đã sản xuất bộ phim truyền hình Dream Knight, với sự tham gia của các thành viên Got7.
Người chiến thắng K-pop Star mùa thứ ba, Bernard Park đã ký hợp đồng với JYP Entertainment để bắt đầu sự nghiệp solo. Vào ngày 17 tháng 12 năm 2014, có thông tin rằng J.Y. Park đã bán tòa nhà HQ của JYP Entertainment tại Cheongdamdong, Seoul cho Choi Ki-won, em gái của chủ tịch Tập đoàn SK, Choi Tae-won, với giá khoảng 7 triệu USD, với điều kiện JYP Entertainment vẫn sẽ sử dụng tòa nhà trong 3 năm cho thuê.

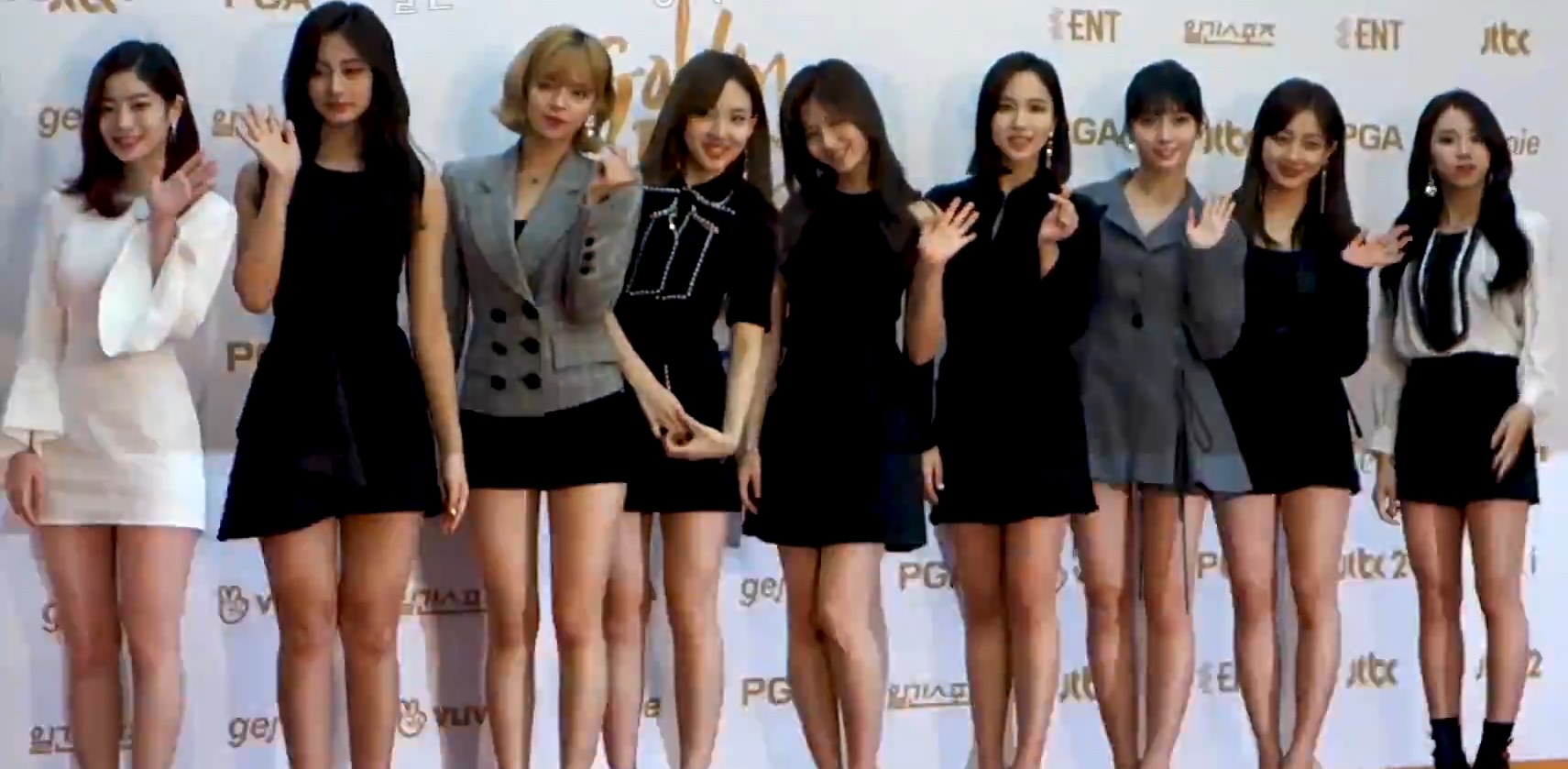
Thành công của Twice đã khiến JYP Entertainment trở thành công ty giải trí lớn nhất Hàn Quốc.

Vào năm 2015, công ty con Studio J đã được thành lập, ra mắt nghệ sĩ đầu tiên, G.Soul, vào ngày 9 tháng 1. Hai nhóm nhạc đã được thành lập năm đó, nhóm nhạc nữ Twice, với các thành viên được chọn từ chương trình thực tế cạnh tranh Sixteen, và Day6. Vào tháng 3 năm 2015, các thành viên 2AM như Seulong và Jinwoon đã rời khỏi JYP Entertainment vì hết hạn hợp đồng, trong khi Jo Kwon gia hạn hợp đồng. JYP Entertainment sau đó đã ký hợp đồng với Jax Coco, một công ty sản xuất dừa có trụ sở tại Hồng Kông. JYP Entertainment và Jax Coco đã lên kế hoạch ra mắt dầu dừa, vảy dừa và các sản phẩm liên quan khác tại các cửa hàng bách hóa và siêu thị lớn ở Hàn Quốc.
Mạo hiểm vào thị trường Trung Quốc, JYP Entertainment đã thiết lập quan hệ đối tác phân phối âm nhạc với China Music Corporation vào ngày 19 tháng 2 năm 2016. Sau đó, JYP Entertainment đã cùng thành lập Beijing Xin Sheng Entertainment Co. Ltd. với Tencent Music Entertainment vào cùng năm, giám sát sự ra mắt của nhóm nhạc nam Boy Story. Thành viên của Got7, Jackson Wang sau đó tuyên bố nỗ lực solo của mình ở trong nước.
Vào ngày 1 tháng 7 năm 2017, JYP Entertainment đã mua một bất động sản trị giá 20,2 tỷ KRW (18 triệu USD) tại Seongnae-dong, quận Gangdong, Seoul, Hàn Quốc để sử dụng như nơi làm việc mới. Một quan hệ đối tác với Dailymotion, nền tảng video lớn nhất châu Âu, cũng đã được ký kết để mở kênh cho các nghệ sĩ trên nền tảng này với mục đích bảo đảm một cơ sở người hâm mộ toàn cầu ổn định hơn. Họ cũng đã ký một thỏa thuận kinh doanh âm nhạc tại trụ sở SK Telecom ở Euljiro vào năm 2018 với SM Entertainment, Big Hit Entertainment và SK Telecom để bắt đầu kinh doanh phân phối nội dung và hợp tác phát triển kinh doanh phân phối nhạc B2B và kinh doanh nền tảng dịch vụ âm nhạc B2C.
Trong nửa đầu năm 2018, JYP Entertainment trở thành công ty giải trí lớn thứ hai tại Hàn Quốc khi tổng vốn hóa thị trường của họ vượt qua YG Entertainment, phần lớn nhờ vào thành công của Twice. Đây là lần đầu tiên công ty đứng thứ hai trong số 3 công ty lớn, với SM Entertainment vẫn giữ vị trí hàng đầu. Cuối năm đó, JYP Entertainment đã vượt qua SM Entertainment để trở thành công ty lớn nhất trong số 3 công ty lớn. Vào tháng 5 năm 2018, nó đã trở thành công ty giải trí Hàn Quốc duy nhất được xếp hạng trong danh sách "FT 1000: High-Growth Companies Asia-Pacific" của Financial Time, xếp hạng ở vị trí số 177 trong số 1000 công ty và ở vị trí số 12 trong số 104 công ty Hàn Quốc. Ngày 25 tháng 3 năm 2018, JYP Entertainment đã ra mắt một nhóm nhạc nam mới có tên Stray Kids, được đặt tên theo chương trình thực tế cùng tên năm 2017 của công ty với mini-album "I Am Not".

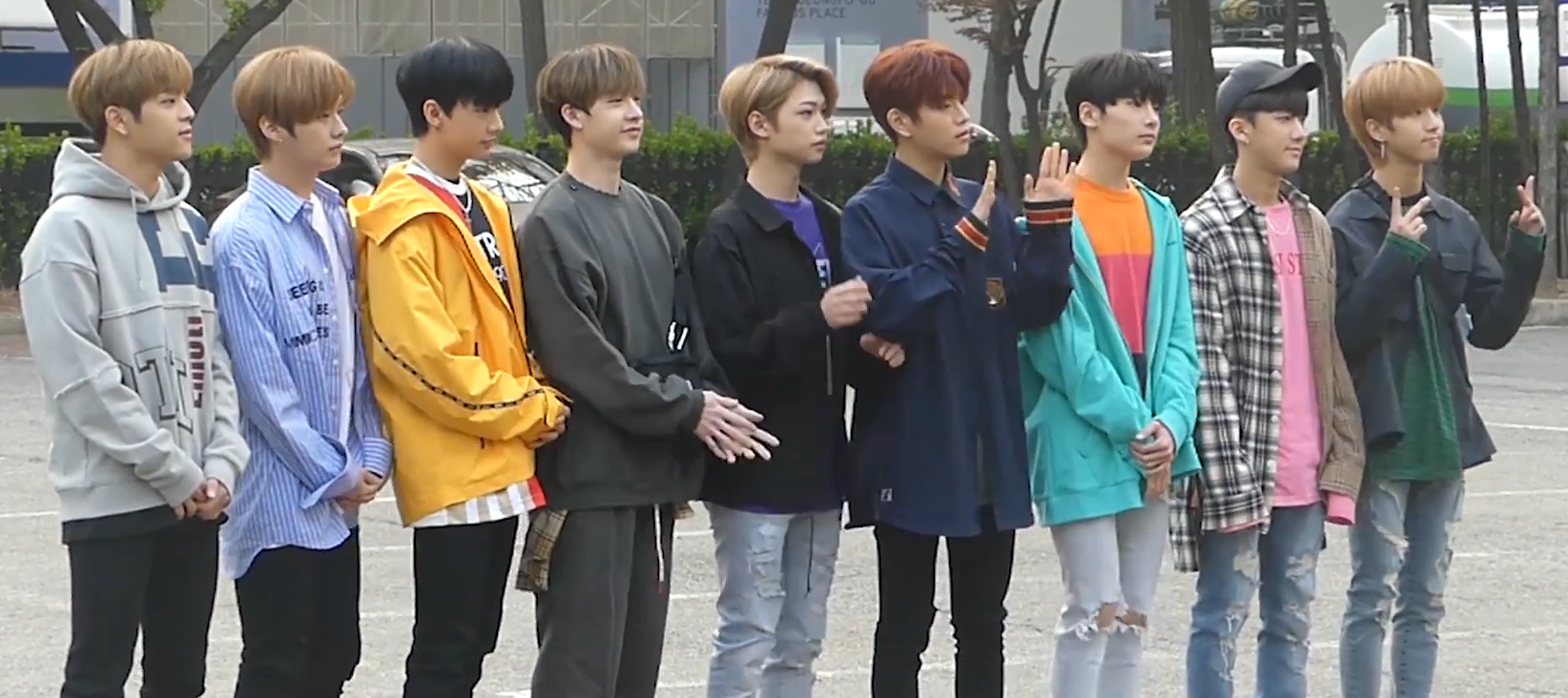
Stray Kids là nhóm nhạc đầu tiên tự sản xuất âm nhạc cho riêng họ.

Vào ngày 1 tháng 11 năm 2018, JYP Entertainment đã khởi động một chương trình mới với Mnet có tên là "Super Intern", giới thiệu quy trình thực tập tại công ty, nhưng mục tiêu chính là biến các nhân viên thực tập thành nhân viên quản lý tiếp thị cho từng bộ phận nghệ sĩ. Chương trình bắt đầu phát sóng trên Mnet TV vào ngày 24 tháng 1 năm 2019.
Vào ngày 29 tháng 1 năm 2019, JYP Entertainment đã hợp tác với Sony Music Japan để tạo ra một nhóm nhạc nữ Nhật Bản. Park Jin-young đã tổ chức một cuộc họp báo trên phương tiện truyền thông địa phương tại trụ sở Sony Music Studios Tokyo vào chiều ngày 7 tháng 1 năm 2019 và thuyết trình về ý tưởng và triển vọng sản xuất nhóm nhạc nữ Nhật Bản. Ý tưởng của "Girls Group Project", một dự án chung của JYP Entertainment và Sony Music, lần đầu tiên được trình bày bởi Park Jin-young trong một bài giảng đặc biệt tại "Hội nghị thượng đỉnh các ngành công nghiệp mới nổi Macquarie 2018" được tổ chức tại Thính phòng COEX ở Samseong-dong, Seoul. Dự án có tên là Nizi (Rainbow) Project, sẽ bắt đầu vào tháng 4 năm 2019, trong đó quy trình tuyển chọn các thực tập sinh nữ người Nhật từ 15 đến 22 tuổi sẽ bắt đầu tại 8 thành phố của Nhật Bản, Hawaii và Los Angeles, trong đó 20 thực tập sinh sẽ được gửi đến tòa nhà của công ty để được đào tạo trong 6 tháng, với một chương trình sinh tồn sẽ ghi lại quá trình cho đến khi 9 thành viên cuối cùng ra mắt vào tháng 11 năm 2020.
Vào ngày 21 tháng 1, JYP Entertainment tuyên bố họ sẽ ra mắt một nhóm nhạc nữ mới có tên Itzy. Cùng ngày, tài khoản YouTube chính thức của nhóm đã được tạo và kênh chính thức của công ty đã chia sẻ đoạn giới thiệu video tiết lộ 5 thành viên. Vào ngày 12 tháng 2, nhóm đã phát hành album đầu tay của họ, IT'z Different, với đĩa đơn chính "Dalla Dalla".
Vào ngày 11 tháng 3 năm 2019, JYP Entertainment đã hợp tác với The Orchard của Sony Music. Công ty sẽ phân phối cả bản phát hành kỹ thuật số và vật lý cho các thị trường trọng điểm ở Mỹ, Châu Âu và xa hơn nữa thông qua The Orchard để phát triển sự hiện diện của công ty trên toàn thế giới."
Vào ngày 9 tháng 6 năm 2018, thực tập sinh thuộc Fanling Culture (JYP China), Yao Chen đã đứng thứ 5 trong đêm chung kết của Sáng tạo doanh 2019 với 10,764,262 phiếu bầu và đã thành công lọt đội hình cuối cùng của nhóm dự án R1SE sau khi tham gia chương trình sinh tồn Sáng tạo doanh 2019. Từ đó trở thành nghệ sĩ đầu tiên của công ty.
Vào ngày 24 tháng 7 năm 2019, JYP Entertainment tuyên bố họ sẽ đóng cửa bộ phận diễn viên của họ và một số diễn viên của họ sẽ chuyển sang một công ty mới. Công ty mới mà họ sẽ chuyển đến sẽ là một công ty khởi nghiệp có được tạo ra bởi phó chủ tịch của JYP Entertainment, Pyo Jong-rok, được gọi là NPIO Entertainment. Với thông báo của họ, JYP Entertainment đã tiết lộ rằng các diễn viên nổi tiếng của họ như Jang Hee-ryung, Park Si-eun và Ryu Won sẽ rời khỏi công ty.

### 2020–nay: Những phát triển gần đây
Vào ngày 6 tháng 1 năm 2020. CEO của Shinhan Card, Lim Young-jin tuyên bố rằng họ đã hợp tác với JYP, để phát hành "JYP Fan's EDM Check Card" (JYP Check Card). Thẻ kiểm tra JYP, có sẵn trong 4 loại bao gồm JYP, Got7, Day6 và Twice.
Vào ngày 24 tháng 2, JYP Entertainment thông báo rằng đã tham gia vào "mối quan hệ đối tác chiến lược" với Republic Records, với Twice được ký kết dưới nhãn hiệu cho các hoạt động quảng bá ở Mỹ.
Vào tháng 1 năm 2021, các thành viên Got7 đã rời khỏi công ty vì hết hạn hợp đồng.
Ngày 22 tháng 2 năm 2022, SQU4D - một phân khu trực thuộc JYP Entertainment cho ra mắt nhóm nhạc nữ mới NMIXX với đĩa đơn Ad Mare. Đây là nhóm nhạc nữ thứ 5 được ra mắt của công ty.
Ngày 29 tháng 6 năm 2023, JYP đã công bố và đăng tải một video giới thiệu về A2K trên kênh YouTube chính thức của mình vào lúc 21 giờ. A2K là dự án nhóm nhạc nữ toàn cầu đầu tiên của JYP Entertainment và là sự kết hợp giữa JYP và Republic Records. A2K còn thu hút nhiều sự chú ý khi là dự án sống còn khởi động nhóm nhạc nữ toàn cầu dựa trên hệ thống đào tạo Kpop đầu tiên tại Bắc Mỹ. Tập đầu tiên của chương trình được phát sóng vào ngày 14 tháng 7 năm 2023 với tiêu đề "A2K ep.1 "The Start of A2K"". Trải qua các vòng thi khắc nghiệt, ngày 22 tháng 9 năm 2023, tập cuối cùng của chương trình "A2K ep.22 "The Final Members"" đã được phát sóng và tìm ra được 6 thành viên cuối cùng của nhóm. Tên của nhóm được công bố là VCHA. Cùng ngày, VCHA phát hành mini-album pre-debut SeVit (NEW LIGHT) với bài hát chủ đề "Y.O.UNIVERSE".

## Kinh doanh
Hơn 10 năm qua, JYP Entertainment đã tích cực trong việc sản xuất âm nhạc cũng như tuyển dụng, đào tạo và quản lý các nghệ sĩ mới. Công ty phát triển các mô hình mới cho hệ thống kinh doanh của mình, liên tục làm việc để mở rộng kinh doanh sang các lĩnh vực trực tuyến và di động ở cả thị trường trong và ngoài nước.

### Quản lý nghệ sĩ
Để tăng tốc độ sản xuất âm nhạc và nuôi dưỡng các loại âm nhạc khác nhau tùy theo phạm vi rộng của các nghệ sĩ trong công ty, nhiều loại hình âm nhạc và bộ phận khác nhau đã được ra mắt. Các nghệ sĩ trong công ty được tập hợp lại và phân chia về từng bộ phận khác nhau để đẩy nhanh tốc độ sản xuất nội dung, nhờ đó cải thiện lợi nhuận.

### Nhà xuất bản âm nhạc
Jyp Publishing được tạo ra để nuôi dưỡng các nhà sản xuất âm nhạc của công ty. Không giống như các công ty khác, JYP Entertainment sở hữu công ty xuất bản âm nhạc của riêng mình như một công ty riêng biệt dưới nhãn hiệu này. JYP Publishing Corp là một trong những công ty xuất bản âm nhạc tốt nhất có chuyên môn trong cả kinh doanh trong và ngoài nước thông qua việc khám phá những nhà viết lời và nhạc sĩ mới, quảng bá và quảng bá các bản demo, tạo cơ hội cấp phép và nuôi dưỡng các nhà sản xuất thế hệ tiếp theo.

### Công ty sản xuất âm nhạc
- Dreamus company là công ty sản xuất JYP Entertainment đồng sáng lập, liên quan đến việc sản xuất đĩa CD và DVD
- FLO là một công ty dịch vụ phân phối âm nhạc trực tuyến, đồng sở hữu với Big Hit Entertainment và SM Entertainment

### Cơ quan tài năng
JYP Entertainment rất tự hào về chương trình phát triển tài năng của mình, chịu trách nhiệm khám phá và nuôi dưỡng tài năng của các ngôi sao như Rain, Wonder Girls, 2PM, 2AM và Miss A. JYP Entertainment đang tìm kiếm những tài năng mới trong mọi lĩnh vực thông qua kênh của mình bao gồm JYP Audition, JYPE Audition China, JYPE Audition Thailand.

### Đa nhãn hiệu và dịch vụ
- Event Management Company
- Concert Production Company
- JYPNATION Superstar là một ứng dụng trò chơi được sử dụng có các bài hát của nghệ sĩ JYP Entertainment. JYPNATION Superstar
- JYPE Fans là một dịch vụ phát trực tiếp trong đó các nghệ sĩ JYP Entertainment phát sóng trực tiếp và trò chuyện với người hâm mộ của họ. Nó cũng được sử dụng để cập nhật lịch trình của mỗi nghệ sĩ.
- JYP CSR JYP Entertainment thực hiện các hoạt động đóng góp xã hội EDM với Make Wish Foundation.

## Hợp tác

### Phân phối âm nhạc
Các bản ghi âm của JYP Entertainment được phân phối trên toàn thế giới bởi The Orchard kể từ tháng 3 năm 2019.

### Holyim
Holyim là một công ty sản xuất phim truyền hình được thành lập bởi JYP Entertainment và KeyEast Entertainment vào tháng 6 năm 2009. Hãng phim sẽ "chuyên sản xuất nội dung Làn sóng Hàn Quốc" và gia nhập thị trường toàn cầu. Hãng phim được tạo ra với mục đích mở rộng sang ngành sản xuất phim truyền hình, theo bước chân của SM C&C của SM Entertainment và CJ E&M (nay là Studio Dragon của CJ E&M). Năm 2010, hãng phim đã sản xuất bộ phim truyền hình nổi tiếng Dream High. Công ty đã bị giải tán vào năm 2013.

### J. Tune Entertainment
Vào tháng 12 năm 2010, JYP Entertainment đã kết nạp J. Tune Entertainment.

### KMP Holdings và KT Music
Vào tháng 3 năm 2010, KMP Holdings được thành lập thông qua liên doanh giữa JYP Entertainment, SM Entertainment, YG Entertainment, Star Empire, Media Line, CAN Entertainment và Music Factory Entertainment. KMP Holdings đã được KT Music mua lại vào tháng 11 năm 2012 và vào tháng 6 năm 2013, KT Music đã hấp thụ mạng lưới phân phối của KMP. Vào tháng 1 năm 2014, 7 công ty giải trí đằng sau KMP Holdings đã thành lập một quan hệ đối tác trái phiếu tập thể và mua 13,48% cổ phiếu của KT Music, rời khỏi KT Corporation với 49,99%.

### United Asia Management
Năm 2011, JYP Entertainment đã tham gia với SM Entertainment, YG Entertainment, KeyEast Entertainment, AMENT và Star J Entertainment để thành lập United Asia Management trong nỗ lực quảng bá K-pop ra quốc tế.

### Smile Gate
Vào ngày 17 tháng 11 năm 2013, JYP Entertainment đã hợp tác với Smile Gate để quảng bá cho trò chơi CrossFire với 2PM và Miss A.

### IRIVER Inc
Vào ngày 31 tháng 1 năm 2018, Iriver tuyên bố gia nhập ngành công nghiệp âm nhạc Hàn Quốc. Cùng với công ty mẹ SK Telecom và SM Entertainment, JYP Entertainment và Big Hit Entertainment, công ty đã ra mắt một cửa hàng âm nhạc trực tuyến mới vào nửa cuối năm 2018.

### JYP CSR
JYP CSR JYP Entertainment và Make-A-Wish Korea đã ký một biên bản để hỗ trợ mong muốn của trẻ em theo CSR của JYP. Khẩu hiệu của họ là EDM (Every Dream Matters!: Every Dream in the World is Precious).
JYP Entertainment dự định hợp tác để "giúp trẻ em thực hiện ước mơ và cung cấp một phép màu để vượt qua bệnh tật".

### Beijing Shinsung Entertainment Co., Ltd
Vào ngày 5 tháng 4 năm 2017, Ocean Music và JYP Entertainment đã cùng nhau thành lập Beijing Xin Sheng Entertainment Co., Ltd. cho các hoạt động giải trí trong nhà, tổ chức giao lưu văn hóa nghệ thuật, lập kế hoạch phim và truyền hình, và các khía cạnh hợp tác khác. Vài tháng sau, J.Y. Park, Jackson Wang, Fei và một học viên Trung Quốc 10 tuổi đã đến Trung Quốc để ghi hình một buổi thử giọng lớn theo phong cách roadshow để tuyển thêm nhiều thực tập sinh để tạo ra một nhóm nhạc nam Trung Quốc theo phong cách hip hop. Tên của chương trình là "Guaishushu Is Coming", và ý tưởng là đi qua các thành phố khác nhau với các buổi thử giọng quy mô lớn và sau đó có một vòng cuối cùng để chọn các thành viên sẽ được đào tạo tại Hàn Quốc.

### NCC Entertainment (NCC Station)
NCC là một nhóm quản lý được sản xuất bởi tập đoàn âm nhạc Tencent và trung tâm văn hóa JYP Beijing đặt tại Bắc Kinh, Trung Quốc. Nó còn được gọi là NCCE. New Creative Content Entertainment (NCCE) tạo ra nội dung chất lượng cao hơn, dẫn đầu xu hướng giải trí và xu hướng văn hóa cho ngành công nghiệp giải trí Trung Quốc để mang lại sức sống tươi mới. Hiện tại, họ đang nỗ lực để quảng bá hiệu quả các nghệ sĩ Trung Quốc của mình hơn bất chấp lệnh cấm đối với giải trí Hàn Quốc và để quảng bá hiệu quả Boy Story, một nhóm nhạc nam mới của Trung Quốc, tại Trung Quốc.

### Nizi Project
Vào ngày 29 tháng 1 năm 2019, JYP Entertainment tuyên bố hợp tác với Sony Music Nhật Bản để tạo ra một nhóm nhạc nữ Nhật Bản. Dự án có tên là Nizi (Rainbow) Project, sẽ bắt đầu thử giọng vào tháng 4 năm 2019, trong đó quy trình tuyển chọn các thực tập sinh nữ người Nhật từ 15 đến 22 tuổi sẽ bắt đầu tại 8 thành phố của Nhật Bản, Hawaii và Los Angeles, trong đó 20 sẽ được gửi đến tòa nhà của JYP để được đào tạo trong 6 tháng, với một chương trình sinh tồn sẽ ghi lại quá trình cho đến khi 9 thành viên cuối cùng ra mắt vào tháng 12 năm 2020.

## Các công ty con

### Chi nhánh
- JYP Beijing Cultural Exchange Ltd (JYPE China) là chi nhánh của JYP Entertainment tại Trung Quốc, đây là chi nhánh bên ngoài chính thức đầu tiên của công ty tại Trung Quốc. Nó được khai trương vào năm 2008 và có hai công ty con:
  - FANLING Culture Media Ltd
  - Beijing shisung Ent. Ltd, liên doanh với Tencent
    - (NCC) New Creative Culture
- JYP Entertainment Inc [USA], là chi nhánh của JYP Entertainment tại Mỹ, được thành lập vào năm 2008
- JYP Entertainment Japan Inc, là chi nhánh của JYP Entertainment tại Nhật Bản, được thành lập vào năm 2009
- JYP Entertainment Thailand Inc, là chi nhánh của JYP Entertainment tại Thái Lan, được thành lập vào năm 2010. Đây là chi nhánh chính thức của JYP South East Asia.
- JYP Entertainment Hong Kong Limited,[76] là chi nhánh của JYP Entertainment tại Hồng Kông, được thành lập vào năm 2017.

### Bộ phận
- JYP Publishing CORP, JYP Publishing là một công ty liên kết của JYP Entertainment, được thành lập bởi J.Y. Park vào tháng 2 năm 2008 với mục tiêu thúc đẩy và toàn cầu hóa ngành xuất bản âm nhạc.[77]
- JYP Foods InC: JYP Foods Inc được thành lập vào năm 2010.[78] Vào ngày 27 tháng 3 năm 2012, J.Y. Park đã mở nhà hàng đầu tiên của mình, Kristalbelli, tại thành phố New York.[79] Nó được biết đến là một trong những nhà hàng BBQ Hàn Quốc đắt nhất ở Mỹ và sử dụng vỉ nướng pha lê.[80][81] Nó đã bị dỡ bỏ vào năm 2013.
  - Studio J bar được tạo ra vào ngày 2 tháng 6 năm 2016, là sự hợp tác giữa JYP Entertainment và Y1975, một quán bar nổi tiếng ở quận Chungdam.[82]
  - The Street là một quán cà phê brunch thuộc sở hữu của JYP Entertainment. Nó có hai chi nhánh, chi nhánh chính nằm gần tòa nhà văn phòng JYP Entertainment, và chi nhánh còn lại nằm ở khu vực Gyeongridan ở Itaewon. Nó chủ yếu được sử dụng cho các cuộc phỏng vấn hoặc các cuộc họp của J.Y. Park và các nghệ sĩ dưới công ty JYP Entertainment.[83]
- JYP Actors là bộ phận diễn xuất được thành lập vào năm 2011. Nó được lãnh đạo bởi phó chủ tịch của JYP Entertainment, Pyo Jong-rok. Nó đã bị dỡ bỏ vào ngày 1 tháng 9 năm 2019.
- JYP Pictures là một bộ phận sản xuất phim truyền hình được thành lập vào tháng 3 năm 2011 cùng với các công ty con khác. Nó được lãnh đạo bởi phó chủ tịch JYP Entertainment, Pyo Jong-rok. Bộ phận của nó bao gồm:
  - JYP Pictures co., Ltd Korea, được thành lập vào năm 2013. Nó Nó đã bị dỡ bỏ vào ngày 1 tháng 9 năm 2019
  - JYP Pictures Co., Ltd China, thành lập năm 2014.

### Công ty con
- Studio J

Studio J là công ty nội bộ được thành lập bởi J.Y. Park vào tháng 1 năm 2015. J.Y. Park mô tả Studio J là nhãn hiệu sẽ đưa JYP Entertainment sang một hướng mới trong âm nhạc. Công ty con tạo ra âm nhạc thay vì xu hướng, giới thiệu các nghệ sĩ tự do và sâu sắc. Sau một thời gian, G.Soul được tiết lộ là nghệ sĩ đầu tiên trong của Studio J.
- AQ Entertainment

Sau sự thành công của Miss A năm 2010, JYP Entertainment tuyên bố thành lập một công ty con độc lập để quản lý các hoạt động quảng bá của họ. Công ty con hiện đang sở hữu nghệ sĩ solo Baek A-yeon và Miss A. Tuy nhiên, vào tháng 12 năm 2013, trong sự kiện của JYP Entertainment, AQ Entertainment đã bị dỡ bỏ và các nghệ sĩ dưới công ty con đã được chuyển đến JYP Entertainment.
- J. Tune Entertainment

J. Tune Entertainment là một hãng thu âm và công ty giải trí của Hàn Quốc được thành lập bởi Rain vào tháng 11 năm 2007. Đây là công ty con của JYP Entertainment. J. Tune Camp là công ty con của J. Tune Entertainment và là công ty riêng của mình. Vào tháng 7 năm 2010, Rain đã bán cổ phần của J. Tune Entertainment cho người cố vấn của mình là J.Y. Park. Vào tháng 12 năm 2010, Park Jin-YoungJ.Y. Park tuyên bố rằng J. Tune Entertainment sẽ sáp nhập với JYP Entertainment. JYP Entertainment trở thành cổ đông lớn nhất trong J. Tune Entertainment và nó được xem là một liên minh chiến lược giữa hai công ty. Vào tháng 12 năm 2013, cả hai công ty chính thức sáp nhập.

## Từ thiện
Vào ngày 18 tháng 3 năm 2011, JYP Entertainment đã quyên góp 300,000 USD cho cứu trợ thảm họa của Nhật Bản.
Vào ngày 24 tháng 10 năm 2011, JYP Entertainment và 2PM đã quyên góp 130,000 USD cho các nạn nhân lũ lụt ở Thái Lan.

## Nghệ sĩ

### Hàn Quốc
Tất cả các nghệ sĩ thuộc JYP Entertainment đều được gọi chung là JYP Nation.
| Nhóm nhạc - 2PM - Day6 - Twice - Stray Kids - Itzy - Xdinary Heroes - NMIXX - Day6 (Even of Day) | Nhóm nhỏ - 3Racha (Stray Kids) - DanceRacha (Stray Kids) - VocalRacha (Stray Kids) | Ca sĩ solo - J. Y. Park - Jang Wooyoung (2PM) - Jun. K (2PM) - Lee Junho (2PM) - Hwang Chansung (2PM) - Nichkhun (2PM) - Bernard Park - Young K (Day6) - Dowoon (Day6) - Wonpil (Day6) - Nayeon (Twice) - Jihyo (Twice) - Tzuyu (Twice) |

#### Diễn viên
Vào tháng 7 năm 2019, công ty đã thông báo thay đổi bộ phận quản lý diễn viên của mình, xác nhận rằng họ sẽ cùng quản lý với công ty mới NPIO Entertainment. Các diễn viên Yoon Park, Shin Eun-soo, Kang Hoon, Shin Ye-eun, Kim Dong-hee và Lee Chan-sun sẽ ở lại công ty cho đến hết hạn hợp đồng. Tất cả các diễn viên khác đã kết thúc hợp đồng của họ bằng thỏa thuận chung.

### Trung Quốc
- Diêu Sâm (thành viên R1SE)
- BOY STORY

### Nhật Bản
- NiZiU
- MiSaMo (Twice)

## Cựu nghệ sĩ

### Cựu nghệ sĩ
- Pearl (1997–2000)
- g.o.d (1999–2005) 
  - Kim Tae-woo (1998–2006)
  - Son Ho-young (2003–2006)[89]
  - Joon Park (2003–2006)[89]
- Park Ji-yoon (2000–2003)
- Noel (2002–2007)
- Rain (2002–2007)[90]
- Byul (2002–2006)[90]
- Lim Jeong-hee (2005–2012)[91]
- Wonder Girls (2007–2017)[92]
  - HyunA (2006–2008)
  - Sohee (2006–2013)[93]
  - Sunye (2006–2015)[94]
  - Sunmi (2006–2017)[92]
  - Yeeun (2006–2017)[92]
  - Yubin (2007–2020)[95]
  - Hyerim (2010–2020)[95]
- 2AM (2008–2010, 2014–2017)[96]
  - Lee Chang-min (2008–2010, 2014–2015)[97]
  - Jeong Jin-woon (2008–2010, 2014–2015)[98]
  - Lim Seul-ong (2008–2010, 2014–2015)[98]
  - Jo Kwon (2008–2010, 2014–2017)[99]
- 2PM
  - Jay Park (2008–2010)
  - Ok Taec-yeon (2008–2017)[100]
- Joo (2008–2015)[101]
- San E (2010–2013)[102]
- Miss A (2010–2017)[103]
  - Jia (2010–2016)[104]
  - Min (2010–2017)[105]
  - Fei (2010–2018)[106]
  - Suzy (2010–2019)[107]
- 15& (2012–2019)
  - Park Jimin (2012–2019)[108]
  - Baek Yerin (2012–2019)[109]
- Baek A Yeon (2012–2019)[110]
- G.Soul (2015–2017)[111]
- Day6
  - Im Jun-hyeok (2015–2016)[112]
  - Jae (2015-2021) [113]
- Jeon Somi (2017–2018)[114]
- Stray Kids
  - Woojin (2017–2019)[115]
- GOT7 (2014-2021)[116]
  - JJ Project (2012-2021)
  - Jus2 (2019-2021)

- NMIXX
  - Jinni (2022-2022)

### Cựu diễn viên
- Choi Woo-shik (2012–2018)[117]
- Jang Dong-ju
- Jang Hee-ryung
- Jo Yi-hyun
- Jung Gun-joo
- Kang Yoon-je
- Kim Ha-eun](2007–2008)
- Kim Ji-min
- Kim Jong-mun
- Kim Ye-won (2015–2018)[118]
- Kim Yu-an
- Lee Gi-hyuk
- Lee Ji-hyun
- Lee Jung-jin (2012–2016)[119]
- Min Hyo-rin (2014–2017)[120]
- Nam Sung-jun
- Park Ji-bin (2015–2017)
- Park Joo-hyung
- Park Si-eun
- Ngụy Đại Huân
- Ryu Won
- Song Ha-yoon (2013–2019)[121]
- Yeon Jung-hoon (2011)[122]

## Cựu thực tập sinh nổi bật
- Aisha (EVERGLOW)
- Allen (Cravity)
- Celena Ahn (Thí sinh Miss Korea USA, diễn viên)
- Châu Chấn Nam (Sáng tạo doanh 2019, cựu thành viên R1SE)
- Choi Moon-hee (Bonus Baby, myB)
- CL (Cựu thành viên 2NE1)
- DK (iKON)
- Eunkwang (BTOB)
- FeelDog (BigStar)
- G.NA
- Gikwang (Beast/HIGHLIGHT, Produce 48)
- Ha Min-woo (ZE:A)
- Haeryung (Bestie)
- Han Ji-seo (Hannah) (ca sĩ solo)
- Han Seon-hwa (Secret)
- Hani (EXID)
- Hong Eui-jin (Sonamoo)
- Hong Jin-young (Cựu thành viên SWAN)
- Hoya (Cựu thành viên Infinite)
- Hwang Woolim (Playback)
- Hyomin (T-ara)
- Hyorin (Sistar)
- HyunA (Cựu thành viên Wonder Girls & 4Minute, nghệ sĩ solo)
- Im Youngmin (MXM; AB6IX)
- J (STAYC)
- Jang Dongwoo (Infinite)
- Jeon Somi (Cựu thành viên I.O.I, nghệ sĩ solo)
- Jeon Woong (AB6IX)
- Jihyun (Cựu thành viên 4Minute)
- Jiyoon (Cựu thành viên 4Minute)
- Jung Dae-ryong (Tasty)
- Jung So-ryong (Tasty)
- Jung Ye-in (Lovelyz)
- Jung Yoo-ji (Bestie)
- Junghwa (EXID)
- Khổng Tuyết Nhi (Thanh Xuân Có Bạn 2, The9)
- Kim Bo-hyung (SPICA)
- Kim Chungha (Cựu thành viên I.O.I, nghệ sĩ solo)
- Kim Dong-hyun (MXM, AB6IX)
- Kim Eunsuh (Sixteen, Idol School)
- Kim Han-sol (Topp Dogg)
- Kim Jae-kyung (Rainbow)
- Kim Jian (cựu thành viên Lightsum)
- Kim Se-yong (MYNAME)
- Kim Sun-woong (TOUCH)
- Kimberley Chen (diễn viên, ca sĩ solo)
- Kwangmin (Boyfriend)
- Kwon So-hee (EvoL)
- Lee Chaeyeon (Sixteen, Produce 48, IZ*ONE)
- Lee Chae-young (Fromis 9)
- Lee Daehwi (Produce 101 mùa 2, Wanna One; AB6IX)
- Lee Jin-sol (APRIL)
- Lee Joo-kyung (myB)
- Lee Na-eun (APRIL)
- May Do-ni (diễn viên, ca sĩ solo)
- Minhyuk (BTOB)
- Nam Gyu-ri (SeeYa; diễn viên)
- Natty (Sixteen, Idol School, ca sĩ solo)
- Park Cho-rong (Apink)
- Park Jiwon (Sixteen; FROMIS 9)
- Park Si-eun (STAYC)
- Park Woojin (Produce 101 mùa 2, Wanna One; AB6IX)
- Park Woo-young (Boys24)
- Raina (After School)
- Sakamoto Mashiro (Girls Planet 999, Kep1er)
- Seo Eun-kyo (Co-Ed School; 5Dolls)
- Shin Peniel (BTOB)
- Shin Soo-hyun (U-KISS)
- Shin Ji-ho(Topp Dogg)
- Shownu (Monsta X)
- Sika (Fanatics)
- Sohyun (Cựu thành viên 4Minute)
- Son Dong-woon (Beast/HIGHLIGHT)
- Song Ji-eun (Cựu thành viên Secret)
- Song Minyoung (Sixteen)
- Song Yanfei(diễn viên)
- Sungjae (BTOB)
- Sunmi (Cựu thành viên Wonder Girls, nghệ sĩ solo)
- Thunder (MBLAQ)
- Yang Yo-seob (Beast/HIGHLIGHT)
- Yoo Jeong-Ahn (Momoland)
- Yoo Youngjae (B.A.P)
- Yoon Doo-joon (Beast/HIGHLIGHT)
- Yoon Myung-joo (April)
- Yoon Seobin (Produce X 101)
- Youngmin (Boyfriend)